# Recensement de la Russie
Le recensement d'une population est l' « opération destinée à recueillir un ensemble de données à partir du dénombrement de la population suivant des critères précis et à les exploiter statistiquement afin de connaître les caractéristiques de la population d'un État. » Dans le cadre de la Russie, cela peut faire référence à divers événements :
- Recensement de l'Empire russe de 1897
- Recensement de la RSFSR de 1920
- Recensement soviétique de 1923
- Recensement soviétique de 1926
- Recensement soviétique de 1937
- Recensement soviétique de 1939
- Recensement soviétique de 1959
- Recensement soviétique de 1970
- Recensement soviétique de 1979
- Recensement soviétique de 1989
- Recensement de 2002 en Russie
- Recensement de 2010 en Russie
- Recensement de 2020-2021 en Russie